# 諾薩爾山
65°11′S 63°57′W / 65.183°S 63.950°W
諾薩爾山是南極洲的山峰，位於葛拉漢地西岸，處於沙克爾頓山以北1.9公里，海拔高度超過610米，由讓-巴蒂斯特·夏古率領的法國探險隊發現。